# Ryan Guettler
Ryan Guettler (Beenleigh, Australia, 17 de julio, de 1983) es un corredor de BMX de tierra y estilo libre. Su debut internacional fue en 2001 en el "Asian X Games" junto a Colin McKay, Guettler ganó la medalla de plata, y aprovechó esta victoria para debutar en los EE. UU. al año siguiente con el premio Vans, poco después de la actuación en los "Global X Games", donde representó a Australia.
Fue regular en BMX en el circuito de BMX en 2004, Guettler obtuvo la primera posición en el "Vans Triple Crown" en las series de tierra, y el cuarto de calle. Guettler ha mantenido su éxito, en gran parte, por su destacada competición en la Dew Action Sports Tour de 2005 y 2006. En 2005 triunfó en la Dew Cups, en ambas disciplinas, tanto en tierra como en circuito, pero sin embargo no pudo continuar con su éxito de 2005 y 2006 sobre todo por las lesiones sufridas a principios de temporada.
Sus patrocinadores actuales son: Vans, Spy Optic, Pro-Tec, Monster Energy Drink, MirraCo., Freestyle Watches, Colony (que fue una colaboración realizada entre Welter y su amigo Clint Miller), Woodward, y el establecimiento EpicBMX.
También lanzó una marca de cuadros de bicicletas de MirraCo., llamada "The Black Pearl".

## Contexto histórico
- 2004 "X Games" circuito: tercero en BMX en circuito
- 2005 "X Games" tierra: tercero en BMX sobre tierra
- Primero en la general 2005 Dew Action Sports Tour: BMX circuito
- Primero en la general 2005 Dew Action Sports Tour: BMX tierra
- 2005 Panasonic Open del Dew Action Sports Tour Panasonic Open: Primera posición en BMX en circuito
- 2005 Right Guard Open del Dew Action Sports Tour: Primera posición en BMX en circuito
- 2005 Vans Invitational del Dew Action Sports Tour: Tercera posición en BMX en circuito
- 2005 Toyota Challenge del Dew Action Sports Tour: Quinta posición en BMX en circuito
- 2005 PlayStation Pro del Dew Action Sports Tour: Tercera posición en BMX en circuito
- 2005 Panasonic Open del Dew Action Sports Tour: Décima posición en BMX sobre tierra
- 2005 Right Guard Open del Dew Action Sports Tour: Primera posición en BMX sobre tierra
- 2005 Vans Invitational del Dew Action Sports Tour: Primera posición en BMX sobre tierra
- 2005 Toyota Challenge del Dew Action Sports Tour: Primer lugar en BMX sobre tierra
- 2005 PlayStation Pro: del Dew Action Sports Tour: Segunda posición en BMX sobre tierra
- 2006 Panasonic Open del Dew Action Sports Tour: Segunda posición en BMX en circuito
- 2006 Right Guard Open del Dew Action Sports Tour: Sexta posición en BMX sobre tierra